# Калиновка (Цивильский район)
Кали́новка (чув. Калиновка) — деревня в Цивильском районе Чувашской Республики. Входит в состав Медикасинского сельского поселения.

## География
Находится в северной части Чувашии на расстоянии приблизительно 20 км на юг-юго-запад по прямой от районного центра города Цивильск у железнодорожной линии Чебоксары-Канаш.

## История
Известна с 1928 года как усадьба новобразованного колхоз «Калиновка». В 1939 году учтено 139 жителей, в 1979 году — 143. В 2002 году было 33 двора, в 2010 — 29 домохозяйств. В 2010 году действовало ООО «ВДС».

## Население
Постоянное население составляло 86 человек (чуваши 99 %) в 2002 году, 67 в 2010.